# 八月四日体制

ギリシャ王国
Βασίλειον τῆς Ἑλλάδος (ギリシャ語)

国の標語: Ελευθερία ή θάνατος（ギリシア語）
自由か死か国歌: Ὕμνος εἰς τὴν Ἐλευθερίαν（ギリシア語）
自由への賛歌

ギリシャ王国の位置

八月四日体制（はちがつよっかたいせい、ギリシア語: Καθεστώς της 4ης Αυγούστου）は、ギリシャ王国首相イオアニス・メタクサスによる独裁政権のことであり、ギリシャ王国時代の一区分のことである。体制は1936年8月4日、メタクサスのクーデターにより開始され、ナチス・ドイツのギリシャ侵攻により崩壊した。

## 歴史
1935年、第二共和政下のギリシャにおいて首相ゲオルギオス・コンディリスが共和制の廃止を宣言、さらにこれは操作された国民投票で追認され、王制の復活が決定された。その後、国王ゲオルギオス2世が帰国し、選挙が行われたが、この選挙において二大政党が多数を占めることができず、共産党がキャスティングボートを握る状態と化し、政治的に袋小路に入っていた。
この手詰まりを解消するため、二大政党の人民党党首パナギス・ツァルダリスと自由党党首セミストクレス・ソフリスは東奔西走を続け、打開を図った。しかし、共和制を支持する人々を追放していた陸軍は不安にかられており、これを懸念した陸軍大臣アレクサンドロス・パパゴスは国王へ具申したが、国王はパパゴスを解任、後任に元軍人で極右小政党の党首、イオアニス・メタクサスが後任となった。さらに1936年4月、暫定首相コンスタンディノス・デメルジスが死去するとイオアニス・メタクサスが後継首相に任命され、議会を無視した政局運営を行い、政治的袋小路の解決は先送りされた。
これらの政治的不安定さは労働不安を引き起こすこととなり、1936年、ギリシャのテッサロニキではタバコ労働者がストライキを開始、そのデモ隊に対し警官隊が発砲、12人が死亡する事態に至り復活したばかりのギリシャ王国は混乱をきたしていた。これまで政治家たちの対立をあおり、国内の混乱を助長していた元軍人である首相イオアニス・メタクサスはこの深刻な労働問題に対処するため、『強力な政府』の設立を国王ゲオルギオス2世に具申、これは認められた。1936年8月4日、ギリシャ共産党が翌日、24時間のゼネラル・ストライキを呼びかけていたことから、これの阻止を口実に、メタクサスは憲法の一時停止を宣言、メタクサスによる独裁政権がここに成立、ギリシャの議会政治は一旦、終わりを告げた。
メタクサスの独裁体制は法的にも民衆にも支持を得ていなかったが、メタクサスは有能であり、また公安相コンスタンディノス・マニアダキスも有能であったため、それらの障害も苦にすることはなかった。また、これに反抗すべきギリシャ共産党も派閥争いを重ねており、マニアダキスの策謀によりさらに争いを重ねることとなっていた。そして警察網を利用して敵対勢力の力を削ぐことにも成功していたが、メタクサスの独裁体制は全体主義とは言えども権威主義的、温情主義的であり、他の国々に見られる全体主義とは一線を画しており、ドイツ・イタリアと組むことはなかった。そして、民衆たちもこれまでの議会政治の混乱から、マニアダキスの進める警察国家化や、これまでの政治家への弾圧もあえて抗議されず、1938年7月に発生したクレタ島での暴動が唯一の大規模な反発であった 。

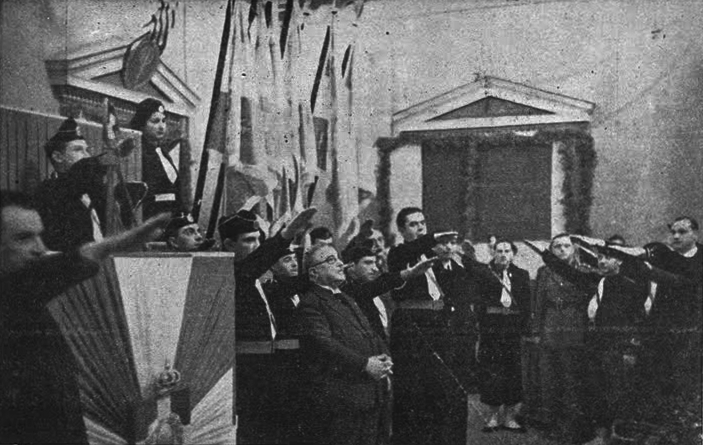
真ん中の人物がメタクサス

1930年代、南東ヨーロッパにはドイツの影響が忍び寄っていたが、ギリシャはさほど影響を受けておらず、1938年、メタクサスはイギリスとの同盟関係を希望したがこれはイギリスに拒否された。しかし結局、1939年4月、イタリアがアルバニアに侵攻すると、イギリス・フランスらは、ギリシャが敵との交戦を行うという条件付きながらギリシャ・ルーマニアの領土保障を行うこととなった。
1939年9月、第二次世界大戦が勃発するとメタクサスはギリシャが戦争に巻き込まれることを嫌い、中立を保ちつつもイギリスとの友好関係は保持した。しかし、イタリア統領ベニート・ムッソリーニは同盟国ドイツがポーランド・フランスにおいて目覚しい結果を出していることに嫉妬しており、それに対応するためにムッソリーニは格下の国であると考えていたギリシャを占領することを選んだ。
1940年8月、ギリシャ海軍の巡洋艦エリがイタリア海軍の潜水艦に攻撃されたが、これはギリシャに不穏な影を照らすこととなった。10月28日、アテネ在住のイタリア公使はメタクサスに屈辱的な最終通告をおこなったが、メタクサスはこれを一言『Όχι (No) 』の一言で拒絶したが、すでにイタリア軍はギリシャへの侵攻が開始される目前であった。
アルバニアから侵攻を開始したイタリア軍に対し、メタクサスは母国防衛を煽り、民族的高揚を得たギリシャ軍はこれに反撃を開始した。数日のうちにイタリア軍を叩き出し、反対にギリシャ人が一部、定住していたアルバニア南部の解放のため、アルバニアへの逆侵攻を開始した。イギリスは当時、ヨーロッパで健在な同盟国がギリシャのみと化していたため、空軍による限定的な支援を行いつつ、イギリス首相ウィンストン・チャーチルは陸軍部隊の派遣も申し出たが、ナチス・ドイツの介入を恐れたメタクサスはこれを断り、ドイツを仲介としてイタリアとの調停を願っていた。
しかし1941年1月末、メタクサスが死去するとあとをアレクサンドロス・コリジスが後を継いだが、徹底抗戦を選択、イギリスへ部隊の派遣を要請し、オーストラリア軍・ニュージーランド軍を中心としたイギリス連邦軍がギリシャ入りすることとなったが、これはギリシャ軍、イギリス連邦軍の間での意思疎通がうまく進まず、マケドニア西部アリアクモナス川の戦線へ軍を集中させる作戦が致命的な遅れを見せていた。1941年になると、ドイツはイタリア軍が敗退を重ねることにより、バルカン半島が連合国の手中に収まることを懸念、4月6日、ドイツ軍はギリシャへの侵攻を開始した。

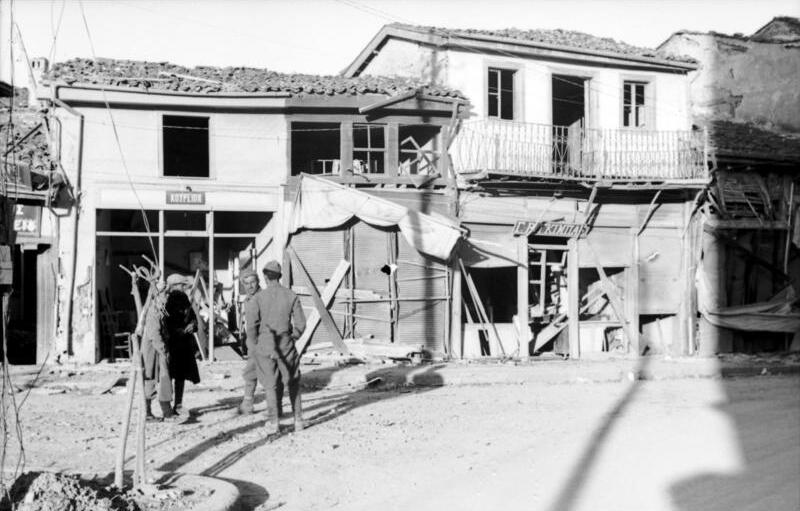
爆撃を受けた家屋

ドイツ軍は機動部隊を使用することにより、ユーゴスラビアをすぐさま占領、そしてユーゴスラビア方面、ブルガリア方面からの侵攻を開始したが、ギリシャ軍・イギリス連邦軍はこれに敗退、首相コリジスはこの混乱の中、自殺した。その後をメタクサスの政敵であった銀行家エマヌエル・ツデロスが継いだが、すでにギリシャは崩壊寸前であった。
4月23日、ギリシャ軍のゲオルギオス・ツォラコグル将軍は政府の承認無しにドイツとの停戦交渉に入っていたが、イギリス連邦軍は速やかに撤退、国王ゲオルギオス2世と政府、少数のギリシャ軍将兵らはクレタ島へ撤退、イギリス軍とともにクレタ島の保持を目論んだが、ドイツ軍の降下猟兵部隊の奇襲により始まったクレタ島の戦いに敗北、国王、政府要員らはカイロへ撤退せざるを得なくなっていた。本土では4月27日、アテネが占領され、その後、ツォラコグルを首班とする親独内閣が『八月四日体制』を支持していた王党派一部の支持をうけ成立、その後、ギリシャは枢軸国のドイツ・イタリア・ブルガリアによる三分割占領を受けることとなり、苦難の日々を迎えることとなる。